# Kosmetologi

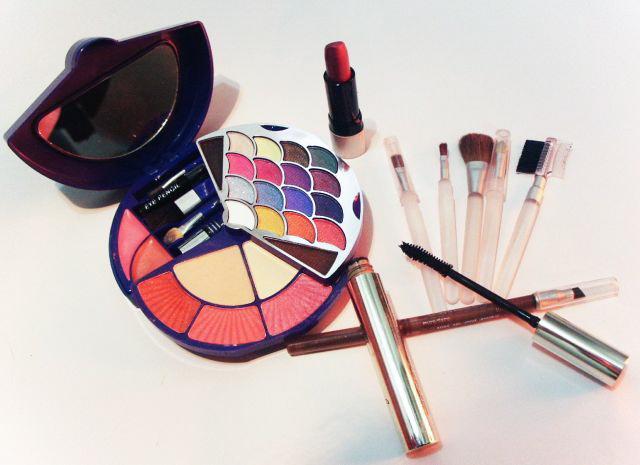
Sminkutrusning för kosmetologi

Kosmetologi, allt som har med skönhet att göra som frisyrer, hudvård, kosmetika, manikyr och pedikyr.